# Golden Dawn Girls
Golden Dawn Girls (en noruec: Hatets vugge; subtitulada en català, les noies d'Alba Daurada) és un documental polític sobre el rerefons de l'organització neonazi Alba Daurada, dirigit pel noruec Håvard Bustnes. Va ser estrenat l'any 2017.

## Argument
El documental s'endinsa dins de l'organització d'ultradreta, un fet sense precedents fins a la data, on es narra els esdeveniments que han anat succeint des de la creació del partit d'ultra dreta grec Alba Daurada a través de la mirada de les dones que han envoltat a les cares més visibles de l'organització que, malgrat tenir les veus femenines en un segon pla pel rol profundament patriarcal de el partit, sempre a l'ombra dels representants masculins, el seu fort caràcter va fer que tot el partit les conegués. Després de les detencions dels líders masculins que formaven la cúpula de el partit, la seva veu va prendre el poder dins de l'organització, influït també pel rol de màrtirs de les seves parelles a la veu de "sang, honor, Alba Daurada".
Per relatar diferents punts de vista, el documental segueix les intrahistòries de tres generacions amb un passat molt diferent, com el de Dafni, qui anteriorment havia arribat a militar a partits d'esquerra i, per tant, amb uns ideals totalment oposats, dient que: "quan era jove tenia unes idees polítiques totalment diferents. Vaig ser militant del PASOK molts anys. Amb tots els ideals que inspiren a la gent jove: democràcia, llibertat i aquestes belles idees que a al final descobreixes que són mentida". Les altres dues protagonistes restants són Jenny, coneguda pel seu discurs d'odi, i Urania, filla del líder de l'organització, i qui posseeix la veu més forta en el discurs d'odi i violència, no en va, va ser arrestada per donar una pallissa a un pakistanès l'any 2012.

## Protagonistes
- Dafni, mare de Panayiotis Iliopoulos, va ser enginyera de submarins, directora d'hospitals i militant socialista.

- Jenny, coneguda com a "esposa de l'odi", cònjuge de l'ex diputat Giorgos Germenis, empresonat el 2013.
- Urania, filla de el líder de l'organització, Nikolaos Michaloliakos, qui també va ser empresonat.

## Producció i crítica
El documental, dirigit pel noruec Håvard Bustnes, està coproduït per Noruega, Dinamarca i Finlàndia. Es va començar a gravar l'any 2013, quan el director noruec va anar a Grècia amb l'objectiu de reportar l'empresonament de 13 diputats d'Alba Daurada. La primera vegada que va ser projectat en públic, va ser durant l'International Documentary Film Festival Amsterdam (IDFA) de 20107. A principis de 2018, es va començar a estrenar en els països nòrdics com Suècia i Dinamarca, i a partir d'abril va arribar als cinemes d'Espanya en versió original subtitulada, sent l'anglès i grec els principals idiomes. A Catalunya es va projectar a diferents centres cívics de Barcelona, així com a l'Arxiu Nacional de Catalunya en grec i anglès, subtitulada en català.
Ignacio Escolar, periodista i director del periòdic El Diario, va destacar "com [les protagonistes] construeixen un discurs en què els seus homes són herois de la pàtria", mentre que la revista Variety destacava que era un "estudi pertorbador i tremendament convincent de el director noruec Håvard Bustnes sobre el ràpid ascens del neonazisme a la Grècia contemporània ".